# Pápaszemes lappantyú
A pápaszemes lappantyú (Nyctiphrynus ocellatus) a madarak (Aves) osztályának lappantyúalakúak (Caprimulgiformes) rendjéhez, ezen belül a lappantyúfélék (Caprimulgidae) családjához tartozó faj.

## Rendszerezése
A fajt Johann Jakob von Tschudi svájci ornitológus írta le 1844-ben, a Caprimulgus nembe Caprimulgus ocellatus néven.

## Alfajai
- Nyctiphrynus ocellatus lautus W. Miller & Griscom, 1925
- Nyctiphrynus ocellatus ocellatus (Tschudi, 1844)[2]

## Előfordulása
Costa Rica, Honduras, Nicaragua, Panama, Argentína, Bolívia, Brazília, Kolumbia, Ecuador, Paraguay és Peru  területén honos. Természetes élőhelyei a szubtrópusi vagy trópusi síkvidéki és hegyi esőerdők. Állandó, nem vonuló faj.

## Megjelenése
Testhossza 20–21 centiméter, a hím testtömege 35–43 gramm, a tojóé 29–44 gramm. A nemek hasonlóak.

## Életmódja
Rovarokkal táplálkozik.

## Természetvédelmi helyzete
Az elterjedési területe nagy, egyedszáma viszont csökken, de még nem éri el a kritikus szintet. A Természetvédelmi Világszövetség Vörös listáján nem fenyegetett fajként szerepel.